# Бургхьолцли
Бурхьолцли (на немски: Burghölzli) е общо име, дадено на психиатричната болница на Цюрихския университет, намираща се на „Бурхьолцли“, горист хълм в района Ризбах, Югоизточен Цюрих.
Историята на болницата започва през 1960-те години, когато интернистът Вилхелм Гризингер (1817-1868) прави планове за психиатрична клиника за хуманно лекуване на душевноболни. Макар Гризингер да умира преди да се построи сградата през 1870 г., той се счита за основател на Бурхьолцли. От 1870 до 1879 г. болницата има трима директори – Бернхард фон Гуден (1824-1886), Густав Хугуенин (1840-1920) и Едуард Хитциг (1839-1907). И тримата практикуват медицината от биологична основа като мозъчната патология и физиология е главният фокус на техните изследвания.
Огюст Форел (1848-1931) е четвъртият директор на Бургхьолцли и прекарва близо 20 години начело на болницата. Под негово ръководство болницата започва да придобива признание пред медицинския свят. Форел успява да комбинира „динамичния подход“ на френската психиатрия с биологическата ориентация на немската психиатрична школа. През 1898 г. Ойген Блойлер (1857-1939) става директор и остава на този пост до 1927 г. „Ерата на Блойлер“ се разглежда като най-добрия период на болницата, най-вече поради идването на психоанализата, използването на фройдистките психиатрични теории и творческата работа на асистента на Блойлер Карл Юнг. Блойлер е последван като директор от Ханс Майер (1882-1945) и след това от сина си Манфред Блойлер (1903-1994).
В добавка към Юнг много известни психиатри прекарват част от кариерата си в Бургхьолцли, включително Карл Абрахам (1877-1925), Лудвиг Бинсвангер (1881-1966), Херман Роршах (1884-1922), Франц Риклин (1878-1938), Константин фон Монаков (1853-1930), Адолф Майер (1866-1950), Ейбрахам Брил (1874-1948) и Емил Оберхолцер (1883-1958). Синът на Алберт Айнщайн, Едуард Айнщайн, е бил пациент в Бургхьолцли. Днес болницата остава важен център за психиатрични изследвания и лечение на душевни болести.